# Robociki
Robociki / Małe roboty (ang. Little Robots, 2003-2006) – serial animowany produkcji brytyjskiej. Pierwszy sezon zawiera 13 odcinków. Dawniej był emitowany na kanale CBeebies.

## Wersja polska
Wersja polska: na zlecenie CBeebies – Master Film

Reżyseria: Dorota Kawęcka

Dialogi: Katarzyna Dziedziczak

Dźwięk:
- Joanna Napieralska (odc. 1-2),
- Stanisław Winiarski (odc. 3-52)

Montaż:
- Paweł Siwiec (odc. 1-2),
- Stanisław Winiarski (odc. 3-52)

Kierownik produkcji: Agnieszka Wiśniowska

Teksty piosenek: Janusz Onufrowicz

Opracowanie muzyczne: Piotr Gogol

Występują: 
- Beata Jankowska-Tzimas – Nikuś
- Janusz Wituch – Biegacz
- Robert Tondera – Prążek
- Izabela Dąbrowska – Kropka
- Anna Apostolakis – Nutka
- Joanna Pach – Kulka #1
- Katarzyna Łaska – Kulka #2
- Mieczysław Morański – Spinacz
- Paweł Szczesny – Straszek
- Katarzyna Tatarak – Rutka

i inni
Piosenkę czołówkową śpiewali: Dariusz Odija, Katarzyna Łaska i inni

Lektorzy:
- Dariusz Odija (odc. 1-2),
- Janusz Wituch (odc. 3-52)

## Bohaterowie
- Nikuś – jest bohaterem serialu. Jest niebieski. Ma psa Młotka. Mieszka na śrubkowym drzewie.
- Młotek – jest psem Nikusia. Jest zielony. Nie lubi czystości.
- Biegacz
- Spinacz – jest niebieski. Mieszka na złomowisku. Ma długą szyję.
- Rutka – jest taka, że czasami z głowy jej leci para, ma szary metalowy kapelusz, bardzo grzeczna i miła
- Prążek
- Nutka – jest czerwona. Lubi hałas. Ma trąbkę na głowie.
- Kropka – jest kulista. Jest żółta w kolorowe kropki. Posiada sensor dźwięku, który pozwala jej słyszeć. Może go wyłączyć, kiedy jest głośny.
- Straszek
- Flapek
- Kulka 1
- Kulka 2

## Spis odcinków
| N/o            | Polski tytuł                         | Angielski tytuł                |
| -------------- | ------------------------------------ | ------------------------------ |
|                |                                      |                                |
| SERIA PIERWSZA |                                      |                                |
|                |                                      |                                |
| 01             | Niech dźwięczy muzyka                | The Sound of Music             |
|                |                                      |                                |
| 02             | Czkawka                              | The Hiccalots                  |
|                |                                      |                                |
| 03             | Przyjaciel dla misia                 | A Friend for Teddy             |
|                |                                      |                                |
| 04             | Wyścigi robotów                      | Robot Race Day                 |
|                |                                      |                                |
| 05             | Puk, puk                             | Knock Knock                    |
|                |                                      |                                |
| 06             | Maszyna do czyszczenia               | Spotty’s Clean Machine         |
|                |                                      |                                |
| 07             | Setny raz                            | One Hundred                    |
|                |                                      |                                |
| 08             | Zakręcony Spinacz                    | Stretchy in a Twist            |
|                |                                      |                                |
| 09             | Prążek i piłka                       | Stripy on the Ball             |
|                |                                      |                                |
| 10             | Straszny straszek                    | Scary Scary                    |
|                |                                      |                                |
| 11             | Dziura w niebie                      | Hole in the Sky                |
|                |                                      |                                |
| 12             | Nowa piosenka Nutki                  | Noisy’s New Song               |
|                |                                      |                                |
| 13             | Dawać i dostawać                     | A Bit of Give and Take         |
|                |                                      |                                |
| 14             | Zwariowane szczekanie                | Barking Mad                    |
|                |                                      |                                |
| 15             | Pamięć płata figle                   | Tiny Who?                      |
|                |                                      |                                |
| 16             | Wielkie odbicie                      | The Big Bounce                 |
|                |                                      |                                |
| 17             | Skok do nieba                        | Reach for the Sky              |
|                |                                      |                                |
| 18             | Zasady Kropki                        | Spotty Rules                   |
|                |                                      |                                |
| 19             | Zaginiony bębenek                    | Not A Drum Was Heard           |
|                |                                      |                                |
| 20             | Niezwykły pomysł Kropki              | Spotty’s Big Idea              |
|                |                                      |                                |
| 21             | Podwójny Nikuś                       | Seeing Double                  |
|                |                                      |                                |
| 22             | Pudełko strachu                      | Box of Shocks                  |
|                |                                      |                                |
| 23             | W samotności                         | By Myself                      |
|                |                                      |                                |
| 24             | Słodkich snów, Straszku              | Sweet Dreams, Scary            |
|                |                                      |                                |
| 25             | Razem                                | United                         |
|                |                                      |                                |
| 26             | Spinacz w blasku jupiterów           | Spotlight on Strechy           |
|                |                                      |                                |
| 27             | Gdzie jest miś?                      | Where’s Teddy?                 |
|                |                                      |                                |
| 28             | Czerwony Alarm!                      | Red Alert!                     |
|                |                                      |                                |
| 29             | Cholewka Wakera                      | The Waker Upper                |
|                |                                      |                                |
| 30             | Za szybki Biegacz                    | Too Speedy Sporty              |
|                |                                      |                                |
| 31             | Nocne zderzenie                      | Bump in the Night              |
|                |                                      |                                |
| 32             | Maszyna do robienia wiatru           | The Wind Machine               |
|                |                                      |                                |
| 33             | Niedobrana para                      | The Odd Couple                 |
|                |                                      |                                |
| 34             | Dobry kumpel                         | Good Sport Sporty!             |
|                |                                      |                                |
| 35             | Metal daje siłę                      | Metal Makes Us Special Day     |
|                |                                      |                                |
| 36             | Uważaj, Kropko!                      | Look Out Spotty!               |
|                |                                      |                                |
| 37             | Nikuś strajkuje                      | Down Tools Tiny                |
|                |                                      |                                |
| 38             | Zakręcane luźne wypryski             | Screw-Loose Spotty             |
|                |                                      |                                |
| 39             | Kto to zrobił?                       | Who Did That?                  |
|                |                                      |                                |
| 40             | Kółka do zabawy                      | Wheels are Fun                 |
|                |                                      |                                |
| 41             | Wielki wypad Misia                   | Teddy’s Big Day Out            |
|                |                                      |                                |
| 42             | Pod gwiazdami                        | Under the Stars                |
|                |                                      |                                |
| 43             | Lot na Księżyc                       | Fly me to the Moon             |
|                |                                      |                                |
| 44             | Tańczące kwiaty Prążka               | Stripy’s Dancing Flowers       |
|                |                                      |                                |
| 45             | Przedstawienie musi trwać            | The Show Must Go On            |
|                |                                      |                                |
| 46             | Równowaga                            | On Balance                     |
|                |                                      |                                |
| 47             | Nutka, ekspert od dźwięków           | Noisy Knows Noise              |
|                |                                      |                                |
| 48             | Kolekcja Rutki                       | Small, Shiny Metal Things      |
|                |                                      |                                |
| 49             | Huśtawki i karuzele                  | Swings and Roundabouts         |
|                |                                      |                                |
| 50             | Niezwykły Straszek                   | Amazing Scary                  |
|                |                                      |                                |
| 51             | Powtarzaj za mną                     | Repeat After Me                |
|                |                                      |                                |
| 52             | Dzień błysku                         | Sparkle Day                    |
|                |                                      |                                |
| 53             | Sportowy Bohater                     | Sporty The Hero                |
|                |                                      |                                |
| 54             | Strażnik stoczni                     | Stretchy’s Yard-Guard          |
|                |                                      |                                |
| 55             | Nocny robotwór                       | The Bedtime Badbot             |
|                |                                      |                                |
| 56             | Nie tylko śmieci                     | Not Just Junk                  |
|                |                                      |                                |
| 57             | Zestaw do krakowania orzechów i śrub | The Nut and Bolt Cracker Suite |
|                |                                      |                                |
| 58             | Nocne przygody bliźniaczek           | Sparkie’s Big Night out        |
|                |                                      |                                |
| 59             | Problem w tunelu                     | Tunnel Trouble                 |
|                |                                      |                                |
| 60             | Piękne i nowe                        | Beautiful & New                |
|                |                                      |                                |
| 61             | Obserwowanie gwiazd                  | Stargazing                     |
|                |                                      |                                |
| 62             | Woda,woda wszędzie                   | Water, Water Everywhere        |
|                |                                      |                                |
| 63             | Przerażony robot idzie na boje       | The Scaredy-Bot Goes Boing     |
|                |                                      |                                |
| 64             | Rzecz Tinga                          | The Ting-A-Ling Thing          |
|                |                                      |                                |
| 65             | Biegacz robi bałagan                 | Sporty Makes a Mess            |
|                |                                      |                                |

## Opisy odcinków
- Sezon I
- 1. Nikuś po raz setny pociągnie za dźwignię, dzięki której wstaje dzień i zapada noc. Z nieba spada jednak księżyc. Małe roboty muszą znaleźć dla niego zastępstwo, jeśli chcą naprawdę świętować!
- 2. Kropka ma dosyć bałaganu panującego w świecie Małych robotów. Zmusza Spinacza, by ten wymyślił maszynę do sprzątania. Maszyna niechcący połyka Motka. Motek będzie czysty i... bardzo niezadowolony!
- 3. Spinacz chce dziś zrobić za dużo rzeczy naraz. W końcu zawiązuje swoją długą szyję na supeł...
- 4. Biegacz chce udowodnić wszystkim robotom, że jest wysportowany. Zaprasza je do udziały w wyścigu.
- 5. Biegacz i Straszek chcą odwiedzić Kulki, ale pukają do niewłaściwych drzwi.
- 6. Nutka dostaje czkawkę. Nikuś, Straszek i Biegacz chcą jej pomóc.
- 7. Rutka odkyrwa, że Kropce podobają się jej różowe kapcie. Nagle znajduje jednego bambosza w domu Kropki!
- 8. Jeden z robotów postanawia założyć zespół muzyczny. Nowi członkowie zespołu nie do końca wierzą jednak w swoje umiejętności...
- 9. Stripy robi nową piłkę, ale ktoś mu ją zabierze i ucieknie... Co teraz?
- 10. Sporty pożycza lustro, by zobaczyć, jak wygląda, gdy uprawia sport. Scary chce przestraszyć roboty.
- 11. Jeden z robotów jest przerażony, gdy odkrywa, że na niebie znajduje się dziura. Z pomocą przyjaciół chce odkryć, skąd się tam wzięła.
- 12. Wejście na złomowisko Spinacza zostało zablokowane. Spinacz prosi o pomoc Kropkę, ale ta ma wyłączone czujniki i nie wie, jak pomóc.
- 13. Nikuś potrzebuje pomocy w stworzeniu drzewa z metalowych przedmiotów. Ma być to miejsce do zabawy, gdy Nikuś będzie się nudził. Małe roboty są jednak zbyt zajęte, by go słuchać.
- Sezon II
- 1. Wszyscy myślą, że Teddy zaginął. Małe roboty szukają go wszędzie...
- 2. Spotty jak zwykle kontroluje, czy wszystko jest w porządku. Rusty zgłasza, że coś dziwnego dzieje się w Oazie.
- 3. Tiny zaspał i zapomniał włączyć dzień. Stretchy i Noisy muszą wziąć sprawy w swoje ręce.
- 4. Scary ma problem. Jego pociąg nie działa. A przecież zaprosił już przyjaciół na przyjęcie!
- 5. Bohaterowie przygotowują nowe przedstawienie. Próbują zachęcić Flappy do wzięcia w nim udziału.
- 6. Scary chce, by jego chorągiewki powiewały na wietrze. Tiny postanawia zbudować maszynę, która będzie robić wiatr.
- 7. Stripy niechcący niszczy domek Noisy’ego.
- 8. Zero sprawia, że rzeczy znikają. Szóstka przybywa, by wszystko uporządkować.
- 9. W dzisiejszym odcinku roboty obchodzą święto metalu – materiału, z którego są zrobione.
- 10. Spotty zauważa, że świat Małych robotów nie jest do końca bezpieczny. Zaczyna sprawdzać, czy spełnione są warunki bezpieczeństwa.
- 11. Jeden z robotów pomaga swoim przyjaciołom. Nikt mu jednak za to nie podziękował.
- 12. Rusty czeka na Sporty’ego, ale pojawia się Spotty. Okazuje się, że Sporty’emu poluzowała się śruba.
- 13. Roboty znajdują pudełko, z różnymi przedmiotami. Zrobią z nich samochody, które będą kierowane za pomocą dżojstików.
- 14. Nikuś i Kulki znajdują sposób na poruszanie się w kółko. Okazuje się jednak, że nie wszyscy zadowoleni są z tego pomysłu.
- 15. Miś Prążka przeżyje dziś wiele ciekawych przygód.
- 16. Kropka chce wybrać się z Rutką na wycieczkę. W ich planach jest także spanie pod gołym niebem. Kiedy kulki dowiadują się o wyprawie zrobią wszystko, żeby nikt nie zapomniał tej nocy.
- 17. Straszek postanawia, że będzie taki jak Nietoperz. Może nawet poleci na Księżyc? Czy wzleci ku niebu? I co ważniejsze, czy uda mu się wrócić na Ziemię?
- 18. Kulki robią bałagan w pięknym ogrodzie Prążka. W jaki sposób mu to teraz wynagrodzą?!
- 19. Straszek postanawia urządzić największe przedstawienie z pomocą wyjątkowego asystenta. Kim jest tajemniczy pomocnik?
- Sezon III
- 1. Biegacz czuje się jak bohater, gdy udaje mu się ochronić Motka przed niebezpieczeństwem.
- 2. Spinacz jest bardzo zmartwiony stanem urządzenia do robienia wiosny, znajdującym się w jego ogrodzie.
- 3. Dwa małe roboty przebierają się za postać z bajki, którą opowiedział im Straszek.
- 4. Spinacz postanawia pozbyć się wszystkich śmieci. Później jednak zaczyna za nimi bardzo tęsknić.
- 5. Biegacz zaczyna ze wszystkim przesadzać. Za dużo dźwiga i wiruje tak szybko, że wokół robi się bałagan.